# Kong Jia
Kǒng Jiǎ (chinesisch 孔甲) war ein König des alten China mit Familienname Sì (姒).  Er war der 14. Herrscher der halb-legendären Xia-Dynastie. Er regierte möglicherweise 31 Jahre.

## Familie
Kong Jia war ein Sohn von König Bù Jiàng mit einer unbekannten Frau und ein Enkel von König Xie von Xia.
Sein Onkel war König Jiong von Xia und sein Cousin war König Jǐn.
Er hatte viele schöne Konkubinen. Er war der Vater von Gāo und ein Großvater von König Houjin.

## Biographie
Im "Shiji", den Chroniken des Großen Historikers, wird die Geschichte von König Kong Jia, dem 14. König der Xia-Dynastie, erzählt. Er trat nicht direkt die Nachfolge seines Vaters, des 11. Königs, an, da er als abergläubisch und unvernünftig galt. Sein Ruf als inkompetenter Monarch, der sich in religiösen Riten verlor und ein ausschweifendes Leben führte, trug zum Verlust der Unterstützung seiner Vasallen bei. Stattdessen regierten zunächst sein Onkel und Cousin als 12. und 13. Könige des Reiches. Erst nach deren Ableben bestieg Kong Jia den Thron. Sein Herrschaftsstil war von einer tiefen Faszination für das Übernatürliche geprägt, was zur Entstehung einer Vielzahl von Personen führte, die als Hexen angesehen wurden. Unter seiner Regentschaft wandte sich die Bevölkerung zunehmend Gebeten und Orakeln zu, während alltägliche Pflichten und Arbeiten vernachlässigt wurden.
Einige Jahre später schenkte ein Himmelswesen König Kong Jia zwei Drachen; doch sie wirkten träge und krank. Kong Jia, in dem Bemühen, sie zu erfreuen, ließ für sie eine Pagode und einen See errichten, doch sie blieben krank. Schließlich kam ein Mann, Liu Lei, der behauptete, zu wissen, was zu tun sei. Er ließ 28 Männer in den Formen der Sternbilder stehen und riesige weiße Fahnen schwenken, um die Wolken nachzuahmen. Er platzierte Schießpulver anstelle von Donner und Feuerwerkskörper für Blitze. Außerdem ließ er Männer das Wasser des Sees aufwühlen, sodass die Wellen hochsprangen. Als er sein Signal gab, dröhnte der Donner, Blitze zuckten, Wolken wogten, und das Wasser schäumte. Die Drachen, die sich wieder im Himmel wähnten, sprangen in das Wasser (In einer anderen Version war Kong Jia nicht in der Lage die kranken Drachen zu füttern, weswegen er zwei Personen suchte, um sie zu versorgen und hüten). Doch durch ein Missgeschick tötete Liu Lei einen der Drachen und wusste sich mit dem Leichnam nicht zu helfen. Daher bereitete er aus dem Drachenkörper ein opulentes Mahl und servierte es König Kong Jia. Als der König seinen Drachen sehen wollte, kam diese abscheuliche Tat ans Licht, floh der Verantwortliche mit seiner gesamten Familie nach Lu.
Laut den „Biografien der Unsterblichen“ ernannte Kong Jia später Shi Men, ein sehr aufrichtiger Mensch, zum Drachenpfleger. Aus Wut wurde er vom Kaiser zum Tode verurteilt und außerhalb der Hauptstadt in einer schlichten Grabstätte beigesetzt. In der Folgezeit heimsuchten schreckliche Stürme und Brände das Reich, die Kong Jia als Rachegeist des verstorbenen Wärters deutete. Trotz zahlreicher Zauber und Gebete, die er und seine Hexen vollzogen, erlag Kong Jia auf der Heimreise seiner überwältigenden Furcht und starb an einem Angstanfall.
Das „Guoyu“ betrachtet Kong Jias Regentschaft als den Beginn des Niedergangs der Xia-Dynastie. Im „Lüshi Chunqiu“ wird zudem erwähnt, dass Kong Jia nach einem Unfall seines Adoptivsohnes das Lied „Das Zerbrochene Beil“ sang, ein wichtiges Werk in der Geschichte der ostchinesischen Musik.
Nach dem Ableben von König Kong Jia bestieg sein Sohn König Gao den Thron.
Laut den Bambusannalen lebte Kong Jia in der Xia-Hauptstadt am Xi-Fluss (西河).
Im dritten Jahr seiner Herrschaft jagte er in den Fu-Bergen (萯山) in Dongyang (东阳).
Er komponierte ein Lied namens Östlicher Klang (东音), das auch Lied der gebrochenen Axt (破斧之歌) genannt wird.
Kong Jia war sehr abergläubisch und alles, was ihn interessierte, war Alkohol. Von seiner Zeit an begann die Macht der Xia zu sinken, und die Vasallenkönige (诸侯) der Xia wurden mächtiger. Während seiner Herrschaft entmachtete er einen der Adligen, Shiwei (豕韦).

## Andere mögliche Bewertung
Im "Tsinghua Bambustext Houfu" wird Kong Jia als "weiser König der erneuerten Xia" betrachtet, der "streng den Befehlen des Himmelsgottes folgte, morgens und abends Opfer darbrachte, nie auf Bequemlichkeit bedacht war, stets dem Volk diente und eine ehrfürchtige Regierungsführung anstrebte. Der Himmel missbilligte dies nicht, und so bewahrte er das Land der Xia dauerhaft." Es wird angenommen, dass der Untergang der Xia-Dynastie unter Jie von Xia auftrat, weil er "die Strafgesetze des weisen Königs Kong Jia nicht anwandte", was das über Jahrtausende in China vorherrschende Bild von Kong Jia als inkompetentem Herrscher umkehrt. 
Gelehrte wie Guo Yongbing weisen darauf hin, dass Kong Jia in der Vor-Qin-Ära tatsächlich oft als aufgeklärter und weiser Monarch dargestellt wurde, der als Hüter der Strafgesetze auftrat. Dies stand jedoch im Widerspruch zu den konfuzianischen politischen Idealen, die gegen die Anwendung von Strafen waren. Daher reflektieren konfuzianische Texte, abgesehen von der alten Geschichte von Kong Jias Drachenhaltung in den "Zuo Zhuan", nicht positiv über Kong Jia. "Guoyu" lehnt ihn direkt ab, und die von Konfuzius redigierten hundert Kapitel des "Shangshu" schließen "Houfu" nicht ein, wodurch die Darstellung von Kong Jia als Gesetzgeber später als Minister des Gelben Kaisers und Autor der 26 Kapitel des "Panyu" uminterpretiert wurde. 
Die negativen Darstellungen von Kong Jias Ausschweifungen in den "Aufzeichnungen des Großen Historikers" und den "Biografien der Unsterblichen" sind das Ergebnis einer Akkumulation alter Geschichten, aber in einigen früheren Werken wie dem "Lüshi Chunqiu" und den Tsinghua-Bambustexten sind frühere Darstellungen erhalten, die für das Verständnis der Geschichte der Xia-Dynastie sehr wertvoll sind. 
Das "Lüshi Chunqiu - Yinchu" berichtet, dass Kong Jia, Xia Yu, He Danjia und Xin Yumi, der Herzog von Qin, jeweils zur Entstehung der "Ost-, Süd-, West- und Nordklänge" beitrugen. Alle bis auf Kong Jia, die Musik erfanden, werden positiv dargestellt. Der Autor lobt ihre musikalischen Talente, und in dieser Geschichte kann Kong Jia die Häuser der Menschen betreten, während die Menschen frei diskutieren können. 
Der Gelehrte der Qing-Dynastie, Liang Yusheng, meint, dass die Beschreibung von Kong Jias Ausschweifungen in den "Annalen der Xia" des "Shiji" auf den "Zuo Zhuan" zurückgeht, wo es heißt: "Kong Jia störte das Himmlische Reich, und der Himmel schenkte ihm vier Drachen, zwei vom Gelben Fluss und zwei vom Han-Fluss, männlich und weiblich. Kong Jia konnte sie nicht füttern und fand keinen Drachenhalter. Nach dem Niedergang der Tao Tang-Dynastie gab es Liu Lei, der Drachen in der Drachenzucht studierte, um Kong Jia zu dienen." Aber das Wort "stören" im "Zuo Zhuan" bedeutet hier "besuchen" und nicht "stören". Die Tatsache, dass der Himmel Kong Jia belohnte, deutet darauf hin, dass er ein weiser Herrscher war.
Du Yu kommentierte: "Kong Jia, ein Nachkomme von Shao Kang neun Generationen später, dessen Tugend und Fähigkeit in Einklang mit dem Himmel standen." "Guoyu - Zhou Yu Xia" sollte nicht vollständig geglaubt werden, da es weiter sagt: "Kaiser Jia stürzte die Shang, sieben Generationen später", obwohl Shang-König Zu Jia tatsächlich weise und kein chaotischer Herrscher war. Die schlechten Bewertungen von Kong Jia sollten daher in diesem Licht gesehen werden.